# Alison Ballance
Alison Patricia Ballance (* 1961) ist eine neuseeländische Zoologin, Autorin, Naturschützerin, Tierfilmerin, Hörfunkmoderatorin und Wissenschaftsjournalistin.

## Leben
Ballance absolvierte ab 1980 ein Grundstudium an der University of Auckland, wo sie 1982 ihren Bachelor of Science erlangte. Nach einem anschließenden Graduiertenstudium an der Massey University in Palmerston North, Manawatū-Whanganui, erhielt sie 1984 für die Dissertation Aspects of the biology of Campbell Island feral sheep (Ovis aries L.) über verwilderte Hausschafe auf Campbell Island den Master of Science mit Auszeichnung.
Sie hat 30 Sachbücher und Kinderbücher zu Themen wie Vögel (Kakapo, Takahē), seltene Wildtiere, Berge sowie über den Naturschützer Don Merton geschrieben und war Finalistin sowohl bei den New Zealand Post Children’s Book Awards als auch bei den Montana New Zealand Book Awards.
Ballance arbeitete viele Jahre lang als Tierfilmerin und drehte mehr als 16 preisgekrönte Dokumentarfilme für den Discovery Channel und den National Geographic Channel über so unterschiedliche Tiere wie Tiger, Przewalski-Pferde, die Weta, Brillenbären und Meerechsen in Ländern wie der Mongolei, Russland, Indien und Ecuador. Sie tauchte mit 17 Haiarten und schrieb ein preisgekröntes Buch über den Weißen Hai.
Von Oktober 1990 bis Oktober 2008 war sie Produzentin naturkundlicher Dokumentationen für den Sender Natural History New Zealand in Dunedin. Anschließend produzierte und moderierte sie bis Mai 2021 Our Changing World, das wöchentliche Wissenschafts- und Umwelt-Radioprogramm des Senders Radio New Zealand (RNZ), für den sie seit 2018 den Podcast Kākāpō Files präsentiert. Seit Mai 2021 arbeitet sie als freiberufliche Hörfunkproduzentin.
2017 erhielt sie die Auszeichnung Member of The New Zealand Order of Merit (MNZM) für ihre Verdienste um die Naturgeschichte, das Filmemachen und den Hörfunk.

## Auszeichnungen
- Sachbuch-Shortlist für Hoki bei den New Zealand Post Children’s Book Awards 1998
- Finalistin für das Buch Southern Alps bei den Montana New Zealand Book Awards 2008
- Royal Society of New Zealand Science Book Prize 2011 für Kakapo: Rescued from the brink of extinction
- Certificate of Commendation for Science Communication bei den Whitley Awards der Royal Zoological Society of New South Wales, 2017 für das Buch New Zealand’s Great White Shark: How Science is Revealing Their Secrets
- Storylines Notable Book 2018 für New Zealand’s Great White Shark: How Science is Revealing Their Secrets

## Schriften
- mit Gideon Climo und Jo Ogier (Illustrator): Hoki: The Story of a Kakapo, 1997 (überarbeitete Auflage: 2000)
- Habitats of the World: Grasslands, 2001
- Habitats of the World: Deserts, 2001
- Habitats of the World: Forests, 2001
- Habitats of the World: Islands, 2001
- Habitats of the World: Mountains, 2001
- Habitats of the World: Polar Regions, 2001
- Habitats of the World: Tropical Rainforests, 2001
- Habitats of the World: Rocky Shores, 2001
- Habitats of the World: Sandy Shores, 2001
- Habitats of the World: Freshwater Habitats, 2001
- Animal Lifestyles: Spinners and Weavers, 2002
- Animal Lifestyles: Thieves & Rascals, 2002
- Animal Lifestyles: Divers, 2002
- Animal Lifestyles: Burrowers, 2001
- Animal Lifestyles: Travelers, 2002
- Animal Lifestyles: Swimmers, 2002
- Animal Lifestyles: Builders, 2002
- Animal Lifestyles: Climbers, 2002
- Animal Lifestyles: Dark Dwellers, 2002
- Animal Lifestyles: Fliers and Gliders, 2002
- mit Rod Morris: Island Magic: Wildlife of the South Seas, 2003 (auch unter dem Titel South Sea Islands: A Natural History veröffentlicht)
- Dancing with Cranes: On Location with a New Zealand Wildlife Film Maker, 2005
- mit Rod Morris: Beautiful Birds of New Zealand, 2006
- Don Merton: The Man Who Saved the Black Robin, 2007
- Southern Alps: Nature and History of New Zealand’s Mountain World, 2007
- mit Rod Morris: Rare Wildlife of New Zealand, 2008
- Kakapo: Rescued from the brink of extinction, 2010
- New Zealand’s Great White Shark: How Science is Revealing Their Secrets, 2017
- Takahē – Bird of Dreams, 2023